# Linval Dixon
Linval Dixon (Old Harbour Bay, Jamaica, 14 de septiembre de 1971) es un exfutbolista jamaiquino. Es el segundo futbolista con más partidos con la selección de Jamaica.

## Selección nacional
El 21 de mayo de 1993 debutó con la selección de Jamaica por la Copa del Caribe de 1993 contra la selección de San Cristóbal y Nieves, disputando los 90 minutos en la victoria 4-2. La selección jamaiquina avanzó a la final de dicha competición, enfrentándose ante Martinica, Dixon disputó 102 minutos de la final, siendo derrotados en el tanda de penales por 6-5.

## Clubes

### Como jugador
| Club               | País           | Año       |
| ------------------ | -------------- | --------- |
| Charleston Battery | Estados Unidos | 1995      |
| Hazard United      | Jamaica        | 1995-2002 |
| Charleston Battery | Estados Unidos | 2002-2003 |

### Como director técnico
| Club               | País    | Año       |
| ------------------ | ------- | --------- |
| Portmore United FC | Jamaica | 2010-2017 |